# Hubert Hughes
Hubert Hughes (Island Harbour, 15 ottobre 1933 – 7 maggio 2021) è stato un politico anguillano, Primo ministro di Anguilla per due mandati, dal 1994 al 2000 e dal 2010 al 2015.

## Biografia
Iniziò la sua carriera politica nel 1961, all'età di 28 anni, quando si candidò per il posto di rappresentante di Anguilla nel Consiglio legislativo di St. Kitts. Ha fatto parte della House of Assembly sin dal 1976, con la sola eccezione del periodo 1981-1984.
Ha ricoperto per la prima volta la carica di Primo Ministro dal 16 marzo 1994 al 6 marzo 2000. Il 15 febbraio 2010 la coalizione di cui è leader, l'Anguilla United Movement, ha ottenuto la maggioranza dei seggi nelle elezioni generali svolte sull'isola e conseguentemente è stato incaricato di formare un nuovo governo. Durante il suo secondo mandato ricoprirà, oltre alla carica di capo del governo, anche quella di ministro delle Finanze, Sviluppo Economico, Investimenti e Turismo.